# حزب العمال البرازيلي
حزب العمال البرازيلي (بالبرتغالية: Partido dos Trabalhadores، واختصارًا: PT) هو حزب سياسي في البرازيل. يصنف بعض المفكرين أيديولوجيته على أنها ديمقراطية اشتراكية. تأسس في عام 1980 كواحد من أكبر الأحزاب في أمريكا اللاتينية. حَكم حزب العمال على المستوى الفيدرالي في حكومة ائتلافية مع عدة أحزاب أخرى من 1 يناير 2003 إلى 31 أغسطس 2016. بعد الانتخابات البرلمانية لعام 2002، أصبح حزب العمال أكبر حزب في مجلس النواب والحزب الأكبر في مجلس الشيوخ الاتحادي للمرة الأولى. أصبح الرئيس السابق لويس إيناسيو لولا دا سيلفا العضو الأبرز في حزب العمال بحصوله على أعلى نسبة تأييد في تاريخ البلاد. تولّت خلفه ديلما روسيف -وهي أيضًا عضو في حزب العمال- منصب الرئاسة في 1 يناير 2011 وعُزلت في عام 2016.
نشأ كل من حزب العمال والحزب الديمقراطي الاجتماعي البرازيلي وسط معارضة لانقلاب عام 1964 والدكتاتورية العسكرية اللاحقة، وكان الحزبان من أشد المتنافسين في سياسة البرازيل المعاصرة من عام 1994 إلى عام 2014، بوصول مرشحيهما إلى المركز الأول أو الثاني على ورقة الاقتراع في الانتخابات الرئاسية الست الماضية. يحظر كلا الحزبين عمومًا أي نوع من الائتلاف أو التعاون الرسمي بينهما.
على الرغم من أن عدد مؤيدي الحزب كبير نسبيًا، تورّط الحزب في فضائح الفساد منذ وصول لولا إلى السلطة لأول مرة، وشهد انخفاضًا حادًّا في الدعم الشعبي بين عامي 2010 و 2016، مع انخفاض نسبة التأييد الرئاسية من أكثر من 80% إلى 9%. من رموز الحزب: العلم الأحمر الذي تتوسّطه نجمة بيضاء؛ والنجمة الحمراء الخماسية المكتوب في وسطها الحروف الأولى من اسمه PT؛ ونشيد حزب العمال. رقم تعريف المحكمة الانتخابية العليا لحزب العمال هو 13.

## تاريخه
أُطلق حزب العمال على يد مجموعة غير متجانسة ضمّت المسلحين المعارضين للحكومة العسكرية في البرازيل والنقابيين والمثقفين والفنانين اليساريين والكاثوليك المرتبطين بلاهوت التحرير في 10 فبراير 1980 في كوليجيو سيون في ساو باولو في مدرسة كاثوليكية خاصة للفتيات. انبثق الحزب نتيجة للنهج بين الحركات العمالية في منطقة إيه بي سي مثل مؤتمر الطبقة العاملة الذي تطور لاحقًا إلى مركز العمال الوحيد الذي قاد إضرابات كبيرة من 1978 إلى 1980؛ والجناح اليساري البرازيلي القديم الذي كان مؤيدوه -في معظمهم من الصحفيين والمثقفين والفنانين والمنظمين النقابيين- يعودون من المنفى بموجب قانون العفو لعام 1979، وعانى الكثير منهم السجن والتعذيب على أيدي النظام العسكري بالإضافة إلى سنوات المنفى. تعرّضت ديلما روسيف ذاتها للسجن والتعذيب على يد الديكتاتورية.
أُطلق حزب العمال بتوجّه اشتراكي ديمقراطي. بعد انقلاب 1964، انحلّ الاتحاد الرئيسي لنقابات العمال في البرازيل، القيادة العامة للعمال، الذي جمع منذ تشكيله القادة بموافقة وزارة العمل، وهذا إجراء مرتبط بحقيقة أنه منذ دكتاتورية جيتوليو فارغاس، أصبحت النقابات أجهزة شبه حكومية، بينما عانت النقابات تدخل النظام العسكري. إن عودة الحركة العمالية المنظمة، التي تجلّت بالإضرابات في منطقة إيه بي سي في أواخر السبعينيات من القرن العشرين بقيادة لويز إيناسيو لولا دا سيلفا، ساعدت في إعادة تنظيم الحركة العمالية دون تدخل مباشر من الدولة. سعت الحركة في الأصل إلى العمل حصريًا في السياسة النقابية، ولكن نجاة النقابية المحافظة تحت سيطرة الدولة (الذي تجلّى في إعادة تأسيس القيادة العامة للعمال) وتأثير قادة الأحزاب اليسارية التقليدية في الحركة النقابية، كالحزب الشيوعي البرازيلي، أجبر الحركة النقابية لإيه بي سي -بتشجيع من القادة المناهضين للستالينية- على تنظيم حزبها وفق إستراتيجية مشابهة لتلك التي اتبعتها حركة تضامن في بولندا.
لذلك، انبثق حزب العمال رافضًا الزعماء التقليديين للنقابية الرسمية وساعيًا إلى تطبيق شكل جديد من الاشتراكية الديمقراطية، محاولًا رفض النماذج السياسية التي اعتبرها متداعية، كالنموذجين السوفييتي والصيني. كان حزب العمال نقطة التقاء النقابية والمثقفين المعادين للستالينية.
اعترفت المحكمة الانتخابية البرازيلية العليا رسميًا بحزب العمال باعتباره حزبًا في 11 فبراير 1982. تعود أول بطاقة عضوية للناقد الفني والناشط التروتسكي السابق ماريو بيدروسا، يليه الباحث الأدبي أنطونيو كانديدو والمؤرخ ساهجيو بواهكي دي أواندا. أصبحت ابنة هولاندا، آنا دي هولاندا، في وقت لاحق وزيرة الثقافة في حكومة روسيف.

### التاريخ الانتخابي
ازدادت شعبية حزب العمال على الساحة الوطنية منذ عام 1988 بفوزه في الانتخابات في العديد من المدن البرازيلية الكبرى، مثل: ساو باولو وفورتاليزا وبيلو هوريزونتي وبورتو أليغري وغويانيا وفي بعض الولايات المهمة، مثل: ريو غراندي دو سول وإسبريتو سانتو والقطاع الفيدرالي. تُوِّجت سلسلة الانتصارات هذه بفوز مرشحه الرئاسي لولا في عام 2002 الذي خلف فيرناندو أنريك كاردوسو من الحزب الديمقراطي الاجتماعي البرازيلي. بسبب دفاع الحزب الديمقراطي الاجتماعي البرازيلي عن الليبرالية الاقتصادية، يُعدّ المنافسَ الانتخابي الرئيسي للحزب بالإضافة إلى الديمقراطيين، وريثي حزب تحالف التجديد الوطني الذي كان الحزب الحاكم خلال فترة الديكتاتورية العسكرية. إلى جانب الحزب الاشتراكي الشعبي -المنشق عن الحزب الشيوعي البرازيلي- تشكل هذه الأحزاب معارضة وسط اليمين لإدارة لولا.
الانتخابات الرئاسية 1989
في الانتخابات العامة عام 1989، خاض لولا الجولة الثانية مع فيرناندو كولور دي ميلو. على الرغم من أن جميع المرشحين الوسطيين واليساريين اتحدوا حول ترشيح لولا في الجولة الأولى، إلا أن وسائل الإعلام دعمت حملة كولور دعمًا قويًا (ولا سيما قناة غلوبو في الفيلم الوثائقي ما وراء المواطن كين) وخسر لولا في الجولة الثانية بفارق ضئيل 5.7%.
الانتخابات العامة لعامي 1994 و 1998
قبل الانتخابات العامة لعام 1994، كان لولا المرشح الرئاسي الرئيسي في غالبية استطلاعات الرأي. ونتيجة لذلك، اتحدت الأحزاب الوسطية واليمينية علانية لترشيح فيرناندو أنريك كاردوسو. أنشأ كاردوسو -بصفته وزيرًا للاقتصاد- خطة الريال التي وضعت العملة الجديدة وبالتالي أنهت التضخم وساعدت في استقرار الاقتصاد. نتيجة لذلك، فاز كاردوسو بالانتخابات في الجولة الأولى بنسبة 54% من الأصوات. ومع ذلك، لُوحظ أن «الانتخابات لم تكن كارثية على حزب العمال، إذ كثّف وجوده بشكل كبير في الكونغرس وانتخب لأول مرة حاكمي ولايتين». أُعيد انتخاب كاردوسو في عام 1998.
الانتخابات العامة لعام 2002
بعد تشوّه صورة الحزب الديمقراطي الاجتماعي البرازيلي ونتيجة للأزمة الاقتصادية التي انفجرت في السنوات الأخيرة لحكومة كاردوسو، فاز لولا في الانتخابات الرئاسية لعام 2002 في الجولة الثانية بأكثر من 52 مليون صوت، ليصبح الرئيس الذي حصد أكبر عدد من الأصوات في التاريخ، متجاوزًا رونالد ريغان.
الانتخابات العامة 2006
في 29 أكتوبر 2006، فاز حزب العمال بثلاثة وثمانين مقعدًا في مجلس النواب وأحد عشر مقعدًا في مجلس الشيوخ الاتحادي. أُعيد انتخاب لولا بأكثر من 60% من الأصوات، ما أدى إلى تمديد منصبه كرئيس للبرازيل حتى 1 يناير 2011.
حزب العمال هو الآن ثاني أكبر حزب في مجلس النواب، ورابع أكبر حزب في مجلس الشيوخ الاتحادي ويحظى بحكم 5 ولايات. ومع ذلك، سيطر فقط على واحدة من بين الولايات العشرة الأغنى (باهيا).

## أعضاء بارزون
- كود سباركل
- تحديث القائمة

- ديلما روسيف
- لويس إيناسيو لولا دا سيلفا
- باولو فريري
- مارسيلينهو ماريوكا (2013 -)
- فرناندو حداد
- شيكو مينديز
- خوسيه رينالدو دي ليما
- فابيو اسونساو
- Celso Amorim
- Luiza Erundina